# Bánovce nad Bebravou
Bánovce nad Bebravou (allemand : Banowitz ; hongrois : Bán) est une ville de région de Trenčín en ouest de Slovaquie. Sa population est d’environ 20 000 habitants.

## Histoire
La plus ancienne mention de Bánovce nad Bebravou remonte à 1232 (villa Ben).

## Démographie

### Évolution de la population
| Année:               | 1994.  | 2004.   | 2014.   | 2024.    |
| -------------------- | ------ | ------- | ------- | -------- |
| Nombre de personnes: | 20 716 | 20 725  | 18 933  | 16 103   |
| Différence:          |        | +0,04 % | -8,64 % | -14,94 % |

| Année:               | 2023.  | 2024.   |
| -------------------- | ------ | ------- |
| Nombre de personnes: | 16 359 | 16 103  |
| Différence:          |        | -1,56 % |